# Argyle Pond
Der Argyle Pond ist ein See in der Region des Marlborough District auf der Südinsel von Neuseeland.

## Geographie
Der Argyle Pond befindet sich im Tal des Wairau River, rund 1,5 km südsüdöstlich des Flusses und rund 350 m östlich des Branch River. Der New Zealand State Highway 63 zieht in einer Entfernung von rund 640 m nördlich vorbei. Der See besitzt eine Länge von rund 1,4 km in Südsüdwest-Nordnordost-Richtung und misst an seiner breitesten Stelle rund 225 m in Westnordwest-Ostsüdost-Richtung. Die Flächenausdehnung des Sees beträgt bei einem Umfang von rund 3 km 21,1 Hektar.
Gespeist wird der Argyle Pond von drei kleinen Bächen von Süden und Südwesten, wohingegen der Abfluss am nordnordöstlichen Ende über einen unbenannten Bach in Richtung des Wairau River stattfindet.